# 杉村惇
杉村 惇 （すぎむら じゅん、1907年9月7日 - 2001年8月13日） は、東京都出身の日本の洋画家である。

## 人物
東京美術学校（現東京藝術大学）西洋画科卒。岡田三郎助（帝国美術院会員・第1回文化勲章受章）に学ぶ。本郷洋画研究所に通い、在学中の1930年（昭和5年）に第11回帝展（帝国美術院展覧会）に初入選するなどのあと、1933年（昭和8年）に第1回東北美術展（現河北美術展）で最高賞の河北賞を受賞。その後、戦後の1946年（昭和21年） - 1964年（昭和39年）塩竈で暮らし、数多くの油彩画を描く。
兄は歌人の杉村顕道（宮城県芸術協会理事長・宮城県教育文化功労者・国見台病院理事長）、甥は杉村隆（国立がんセンター名誉総長・日本学士院長・東邦大学名誉学長・鶴岡市名誉市民・武蔵野市名誉市民）

## 年譜
- 1907年（明治40年）9月7日- 現在の東京都新宿区（牛込区） 若松町で生まれる。
父は旧庄内藩士 杉村正謙で、戸山脳病院を経営。
- 1920年（大正9年）- 旧制高千穂中学校（現・高千穂大学）入学、はじめて油絵を描き始める

- 1927年（昭和2年）- 東京美術学校（現・東京藝術大学）西洋画科入学し、3年より岡田三郎助教室で学ぶ
- 1932年（昭和7年）-東京美術学校 卒業
- 1933年（昭和8年）- 仙台市の姉の家へ寄寓 常盤木学園で一時教鞭を執る
- 1938年（昭和13年）- 結婚し、池袋モンパルナスに住む
- 1943年（昭和18年）- 文展無鑑査となる
- 1945年（昭和20年）5月- 東京大空襲で全作品と集めていたランプ等を焼失し、仙台市へ疎開する
- 1946年（昭和21年）から塩竈市に1965年まで居住し、塩竈の風景や魚などを描く
- 1951年（昭和26年） - 東北大学教育学部講師、翌年助教授
- 1963年（昭和38年） - 日展審査員
- 1964年（昭和39年）-  東北大学教育学部教授、日展会員、光風会評議員、兄・顕道らとともに宮城県芸術協会の設立に参加し、理事
- 1965年（昭和40年） - 塩竈市より仙台市に転居
- 1967年（昭和42年）- 宮城教育大学教授
- 1974年（昭和49年）- 宮城県教育文化功労者
- 1978年（昭和53年）- 日展評議員・日洋展常任委員
- 1983年（昭和58年）- 「古き雛」で日展文部大臣賞
- 1984年（昭和59年）- 河北文化賞・日展参与・ 宮城教育大学名誉教授
- 1989年（平成元年）- 仙台市特別市政功労者
- 1990年（平成2年）- 紺綬褒章
- 1996年（平成8年）- 仙台市名誉市民
- 1999年（平成11年）-  宮城県美術館で「杉村惇展」開催
- 2001年（平成13年） - 4月 せんだいメディアテークで「開館記念 名誉市民杉村惇作品展」開催
- 同年8月13日- 肺炎のため仙台市にて永眠
- 同年10月- 塩竈一ノ蔵ギャラリーで「市制施行60周年記念 塩竈と杉村惇作品展」開催
- 2014年（平成26年） - 宮城県塩竈市に「塩竈市杉村惇美術館」が開館[1]

## 受賞歴（主なもの）
- 1930年（昭和5年） 23歳在学中に「パンと帽子」で第11回帝展初入選
- 1932年（昭和7年） 東京美術学校卒業　卒業制作「花と婦人」など3点入選で、光風会展Ｆ氏奨励賞、第1回東北美術展（現河北美術展）「婦人像」他が入選・河北賞
- 1934年（昭和9年） 第2東北美術展に「ミシン」他が入選・河北賞
- 1949年（昭和24年） 「海近き部屋」で日展岡田賞
- 1950年（昭和25年） 「春近き河岸」で光風会展・特賞
- 1953年（昭和28年） 「石膏像」などで光風会で会員最高賞の光風相互賞
- 1961年（昭和36年） 「パンのある卓」で日展菊華賞
- 1983年（昭和58年） 「古き雛」で日展文部大臣賞

## 表彰等
- 塩竈市文化推奨
- 塩竈市文化功労者
- 地域文化功労文部大臣表彰
- 宮城県文化功労者
- 仙台市政功労者
- 仙台市特別市政功労者
- 仙台市名誉市民
- 紺綬褒章

## 顕彰施設
- 塩竈市杉村惇美術館

## 関連する人物
- 岡田三郎助
- 寺内萬治郎
- 中野和高
- 田村一男
- 井出宣通
- 高光一也
- 中村研一
- 齋藤求
- 岡田又三郎